# Данзандаржаагийн Сэрээтэр
Данзандаржаагийн Сэрээтэр (монг. Данзандаржаагийн Сэрээтэр; 23 апреля 1943 Лунэ, Монголия) — монгольский борец вольного и греко-римского стилей, бронзовый призёр Олимпийских игр, бронзовый призёр чемпионата мира, вице-чемпион Азиатских игр, семикратный чемпион Монголии. Народный учитель Монголии, доцент. Лауреат государственной премии Монголии (1970). Заслуженный мастер спорта.

## Биография
В 1961 году впервые завоевал звание чемпиона Монголии. С 1962 года зачислен в состав национальной сборной Монголии.
В 1964 году на Олимпийских играх выступал в соревнованиях по вольной борьбе в лёгком весе весе, и проиграв первые две встречи, из турнира выбыл.
См. таблицу турнира.
На Олимпийских играх 1968 года выступал в соревнованиях по вольной борьбе в лёгком весе, и сумел завоевать бронзовую медаль.
См. таблицу турнира.
В 1969 году выступил на чемпионате мира, где занял шестое место. В 1970 году стал бронзовым призёром чемпионата мира, в 1971 году снова был лишь шестым.
На Олимпийских играх 1972 года выступал в соревнованиях по вольной борьбе в полусреднем весе, и проиграв две встречи, из турнира выбыл.
См. таблицу турнира.
В 1974 году на Азиатских играх стал серебряным призёром в вольной борьбе и занял 4 место в греко-римской борьбе.
С 1960 года служил в полиции и министерстве безопасности.
В 1973 году окончил институт физкультуры в Улан-Баторе, и перешёл на тренерскую работу. В 1990—1991 годах тренировал в Китае. Внёс в вольную борьбу элементы национальной монгольской борьбы барилдаан.
Кавалер Ордена Полярной звезды (1968) и медалей.